# UTC−2

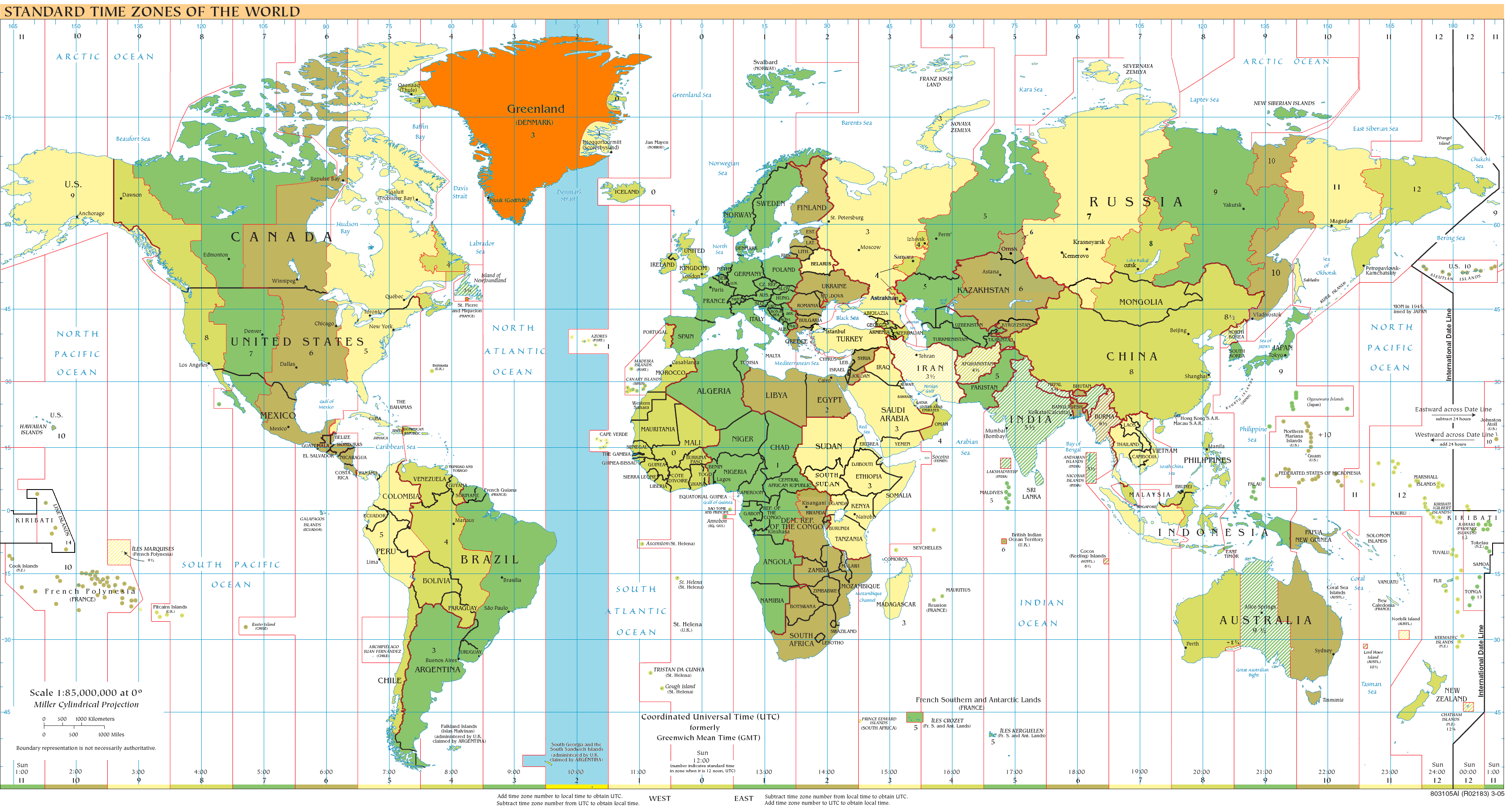
Блакитна смуга - UTC-2

UTC-2 — двадцять другий часовий пояс. Має центральним меридіаном 30° зх.д. Час тут на дві години відстає від всесвітнього та на чотири - від київського.
Географічні межі поясу:
- східна - 22°30' зх. д.
- західна - 37°30' зх. д.

В межах двадцять другого часового поясу розташовані східна частина Ґренландії, крайній захід Ісландії, Азорські острови, захід архіпелагу Островів Зеленого Мису, крайній схід Бразилії, острови в Південній Атлантиці

## Місцеві назви часового поясу UTC-2
Курсивом позначені історичні назви
- СGT - Центральноґренландський час
- PMDT - Літній час Сен-П'єр і Мікелону
- ADDT - Атлантичний подвійний літній час
- WGT - Західноґренландський літній час
- Середньоатлантичний час
- CVT - Час Кабо-Верде
- FNT - Час Фернандо-ді-Нороньї
- BRST - Бразильський літній час
- UYST - Уруґвайський літній час
- ARST - Аргентинський літній час
- FKST - Фолклендський літній час
- GST - Час Південної Джорджії

## Використання

### Постійно протягом року
- Бразилія - част.:
  - Пернамбуку
    - острів Фернанду-ді-Норонья, Сан-Педру-і-Сан-Паулу

  - Ріу-Ґранді-ду-Норті
    - Атол Рокас
- Велика Британія - част.:
  - Південна Джорджія та Південні Сандвічеві острови

### З переходом на літній час
- Данія - част.:
  -  Гренландія - за винятком авіабази Туле, метеостанцій на сході, а також, до 2024 року - Іттоккортоорміута

### Як літній час
- Франція - част.:
  -  Сен-П'єр і Мікелон

## Історія використання
Додатково час UTC-2 використовувався:

### Як стандартний час
- Данія - част.:
  -  Гренландія - част.:
    - Регіон Туну (зараз комуна Сермерсоок)
    - Північно-Східний Гренландський національний парк
- Кабо-Верде
- Португалія
  - Азорські острови

### Яклітній час
- Аргентина
- Бразилія - част.:
  - Алагоас
  - Амапа
  - Баїя
  - Гояс
  - Еспіриту-Санту (за винятком островів)
  - Мараньян
  - Мінас-Жерайс
  - Пара
  - Параїба
  - Парана
  - Пернамбуку (за винятком островів)
  - Піауї
  - Ріо-де-Жанейро
  - Ріу-Ґранді-ду-Норті (за винятком островів)
  - Ріу-Ґранді-ду-Сул
  - Сан-Паулу
  - Санта-Катарина
  - Сеара
  - Сержіпі
  - Токантінс
  - Федеральний округ
- Уругвай